# Tattby

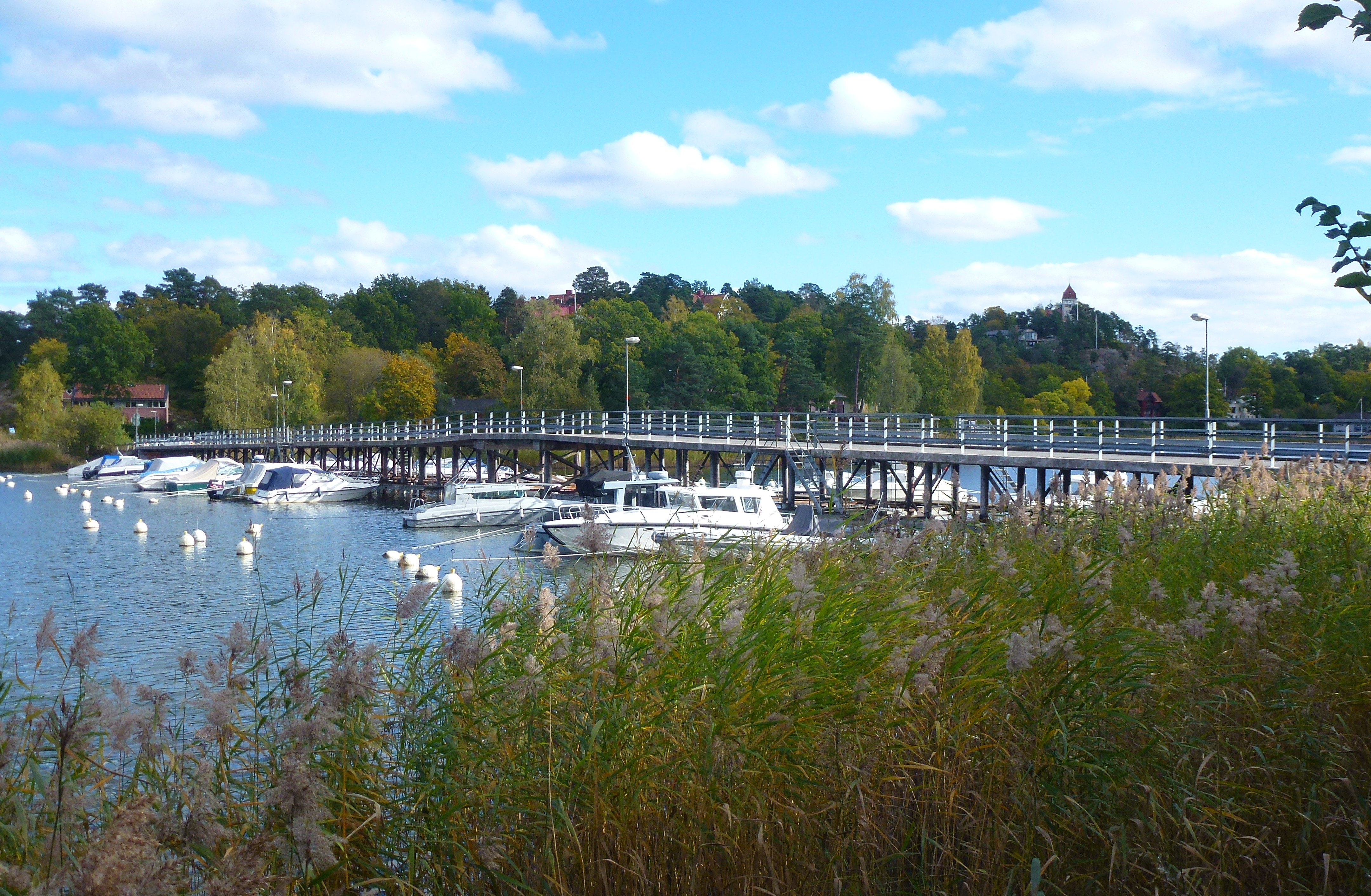
Tattbybron över Neglingeviken, 2015.

Tattby är ett villaområde i Saltsjöbaden inom Nacka kommun. Det har namn efter ett torp omtalat som Tottaboda 1552 och Tattareboda 1573. Här ligger Saltsjöbadens Samskola och Uppenbarelsekyrkan. Intill Saltsjöbadens Samskola finns Tattby station som tillhör på Saltsjöbanans grenbana Igelboda-Solsidan.